# Herrnhuter Stern

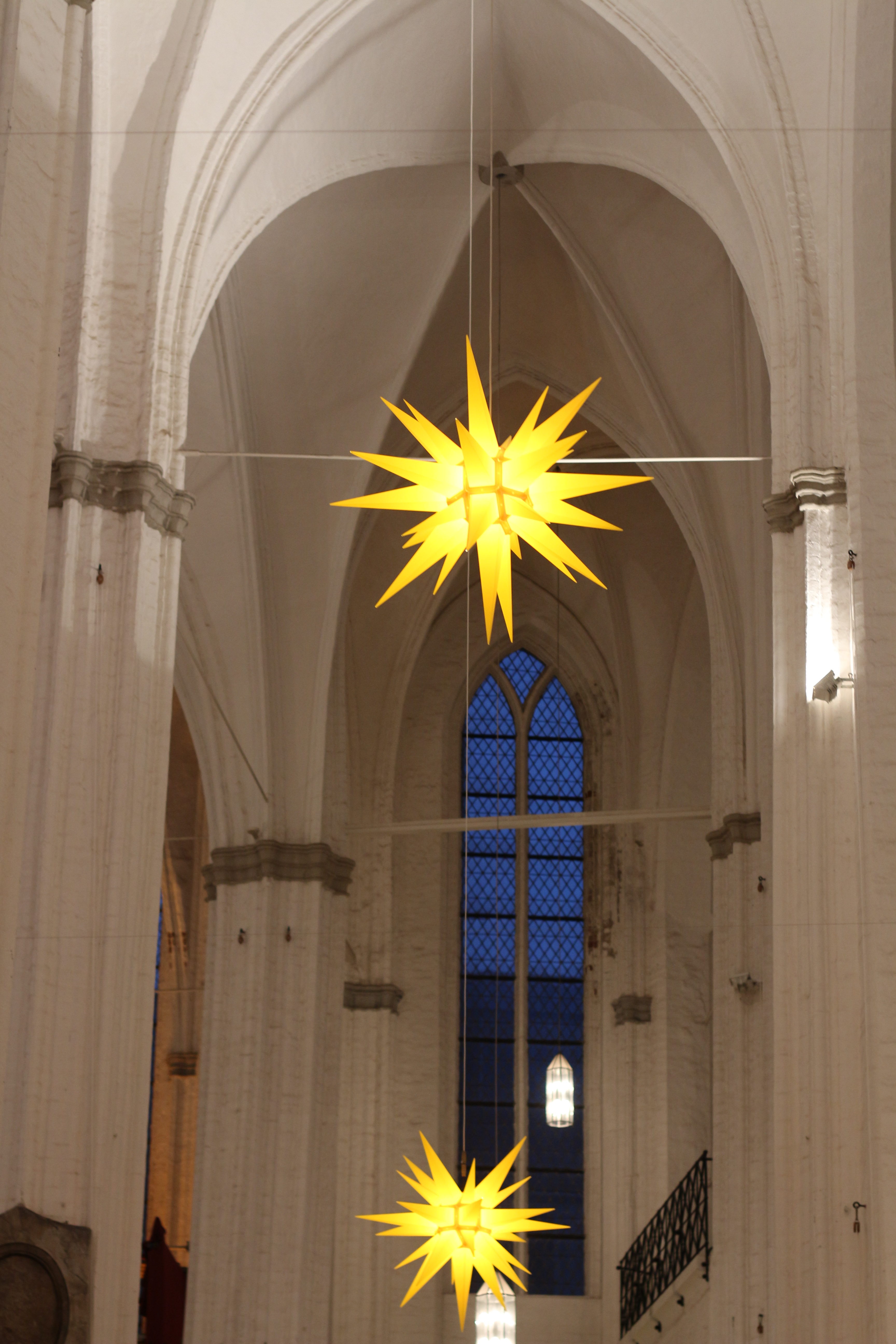
Due Herrnhuter Stern appese nella chiesa di San Pietro a Lubecca

Lo Herrnhuter Stern (letteralmente: «stella di Herrnhut») è una decorazione natalizia tipica di alcune regioni della Germania, che rappresenta in forme stilizzate la Stella di Betlemme.
Prende nome dal movimento religioso degli Herrnhuter Brüder (letteralmente: «fratelli di Herrnhut»), noti in italiano come «Moraviani». Talvolta viene denominata in italiano anche «stella di Moravia», con dicitura analoga all'inglese Moravian Star.